# Zoigê
Zoigê, också känt som Dzöge, är ett härad i Ngawa, en autonom prefektur för tibetaner och qiang-folket i Sichuan-provinsen i sydvästra Kina. Det ligger omkring 350 kilometer norr om provinshuvudstaden Chengdu.